# Чейз, Лоретта
Лоретта Чейз (англ. Loretta Chase, урождённая Лоретта Линда Чекани) — американская писательница албанского происхождения, автор женских романов.

## Биография
Лоретта Линда Цхекани родилась в 1949 году в семье американцев албанского происхождения.
Она обучалась в государственных общеобразовательных школах Новой Англии, после чего получила степень бакалавра в Университете Кларка, в котором она специализировалась в английском языке и литературе. Во время обучения она чередовала мелкие подработки с педагогической практикой, а также проходила шестимесячную «Дикенсовскую практику» в качестве паркометриста.
После окончания колледжа она впервые применила свои писательские навыки на практике, составив каталог для выставки. Позднее она стала подрабатывать сценаристом корпоративного видео. Во время выполнения одного из таких заказов она познакомилась с видеопродюсером Чейзом, который убедил её начать писать романы, и за которого она впоследствии вышла замуж, став госпожой Чейз.
Её первая рукопись, «Изабелла» (англ. Isabella), была куплена первым прочитавшим её редактором Нью-Йорка, что начало успешную карьеру Лоретты, как автора романтических новелл.

## Цитаты
О своём браке Лоретта говорила:

Книги, ставшие результатом этого союза, получили поразительное число наград, включая RITA® Award от Союза Романтических Писателей Америки
Оригинальный текст (англ.)The books resulting from this union have won a surprising number of awards, including the Romance Writers of America RITA® Award.
— Джейн Литтл: «Лоретта Чейз: моя первая продажа»

## Награды и премии
Лоретта Чейз стала обладательницей двух наград от Союза Романтических Писателей Америки (англ. Romance Writers of America RITA® Award):
- Best Novel winner (1991) : The Sandalwood Princess (Сандаловая принцесса)
- Best Novel winner (1996) : Lord of Scoundrels (Невеста сумасшедшего графа)

Её книги также получали несколько наград Romantic Times Reviewers' Choice, различные премии RRA-L (англ. Romance Readers Anonymous) и множество раз попадали в «Топ-100 „Всё о романтике“» (англ. All About Romance Top 100 Romances award).